# 어벤져스: 인피니티 워
어벤져스: 인피니티 워(영어: Avengers: Infinity War)는 마블 스튜디오가 제작하고 월트 디즈니 스튜디오스 모션 픽쳐스가 배급하는 2018년 개봉한 미국 슈퍼히어로 영화로 마블 코믹스의 어벤저스에 기초하여 만들어졌다. 이 영화는 2012년에 개봉한 어벤져스와 2015년 개봉한 어벤져스: 에이지 오브 울트론의 속편으로, 마블 시네마틱 유니버스(MCU)의 열아홉번째 영화이기도 하다.
영화는 루소 형제가 감독을 맡았고 크리스토퍼 마커스 & 스티븐 맥필리가 각본을 썼다. 이 영화에 등장하는 앙상블 캐스트로는 로버트 다우니 주니어, 크리스 헴스워스, 마크 러펄로, 크리스 에반스, 스칼렛 요한슨, 베네딕트 컴버배치, 돈 치들, 톰 홀랜드, 채드윅 보즈먼, 폴 베타니, 엘리자베스 올슨, 앤서니 매키, 세바스찬 스탠, 다나이 구리라, 러티샤 라이트, 데이브 바티스타, 조 샐다나, 조시 브롤린와 크리스 프랫이 출연한다. 이 영화에서 어벤져스는 인피니티 스톤 6개를 모두 모아 우주 생명체의 반을 학살하려는 타노스를 막기 위해 가디언즈 오브 더 갤럭시와 힘을 합친다.
이 영화의 제목은 2014년 10월, '어벤져스: 인피니티 워 제1부'로 결정, 발표되었다. 2015년 4월, 루소 형제가 감독으로 확정되었고, 마커스와 맥플리는 영화의 각본을 짜기로 합의하였다. 2016년 7월, 마블은 영화 제목을 어벤져스: 인피니티 워로 줄였다. 촬영은 2017년 1월, 파인우드 스튜디오스에서 시작되어 2017년 7월까지 연이어 속편을 촬영하였다. 스코틀랜드, 잉글랜드, 애틀란타 시내 및 뉴욕 시에서 추가 촬영을 하였다. 이 영화는 아이맥스에서 2018년 4월 25일에 개봉되었고, 속편인 어벤져스: 엔드게임이 2019년 4월 22일에 개봉했다.

## 줄거리
잔다르 행성에서 파워 스톤(6개의 인피니티 스톤 중 하나)을 획득한 타노스와 그의 부하들(에보니 모, 컬 옵시디언, 프록시마 미드나이트, 코르버스 글레이브)은 아스가르드의 파괴에서 살아남은 자들을 태운 우주선을 가로막는다. 토르, 타노스는 테서렉트에서 스페이스 스톤을 추출하고 헐크를 제압하고 로키를 죽이다. 타노스는 또한 비프로스트를 사용하여 헐크를 지구로 보낸 후 헤임달을 죽인다. 타노스와 그의 부관은 배를 파괴하고 떠난다.
헐크는 뉴욕시의 생텀 피난처에 불시착하여 브루스 배너의 형태로 되돌아간다. 그는 스티븐 스트레인지와 웡에게 우주 생명의 절반을 파괴하려는 타노스의 계획에 대해 경고하고 토니 스타크를 모집한다. 마우와 옵시디언은 스트레인지에서 타임 스톤을 회수하기 위해 도착하여 피터 파커의 관심을 끌었다. 스트레인지의 마법으로 타임 스톤을 가져갈 수 없었던 마우가 그를 붙잡는다. 스타크와 파커는 마우의 우주선에 몰래 탑승하고 웡은 생텀을 지키기 위해 뒤에 남아 있다.
가디언즈 오브 갤럭시는 아스가르드 선박의 조난 요청에 응답하고 토르를 구출한다. 토르는 타노스가 타넬리어 티반이 노웨어에서 소유하고 있는 리얼리티 스톤을 쫓고 있다고 추측한다. 그는 로켓 및 그루트와 함께 니다벨리르로 이동하여 전투 도끼 스톰브레이커를 만드는 데 난쟁이 왕 에이트리의 도움을 요청한다. 피터 퀼, 가모라, 드랙스, 맨티스는 노웨어로 이동하여 타노스가 이미 리얼리티 스톤을 가지고 있음을 알게 된다. 타노스는 네불라를 고문으로부터 구하기 위해 소울 스톤의 위치를 공개하는 가모라를 납치한다. 보미르에서 스톤의 수호자인 레드 스컬은 타노스에게 그가 사랑하는 사람을 희생해야만 얻을 수 있다고 말한다. 타노스는 가모라를 희생하여 스톤을 얻는다.
에딘버러에서 미드나이트와 글레이브는 완다 막시모프와 비전을 매복하여 비전의 이마에 있는 마인드 스톤을 회수한다. 스티브 로저스, 나타샤 로마노프, 샘 윌슨이 그들을 구출하고 어벤저스 컴파운드에서 제임스 로즈와 배너와 함께 피난처를 잡는다. 비전은 막시모프에게 자신과 마인드 스톤을 파괴하여 타노스로부터 지키라고 요청하지만 막시모프는 거절한다. 로저스는 비전을 죽이지 않고 스톤을 제거할 수 있는 자원이 있다고 믿는 와칸다로 여행할 것을 제안한다.
네불라는 포로에서 탈출하고 나머지 가디언스에게 타노스의 파괴 된 고향 인 타이탄에서 그녀를 만나도록 요청한다. 스타크와 파커는 마우를 죽이고 스트레인지를 구출한다. 트리오는 타이탄에 불시착하여 퀼, 드랙스, 맨티스를 만난다. 타임 스톤을 사용하여 스트레인지는 수백만 개의 가능한 미래를 보고 어벤저스가 승리하는 미래는 하나만 본다. 그룹은 타노스를 제압하고 인피니티 건틀렛을 제거하여 스톤들을 안전하게 수용하고 휘두를 계획을 세운다. 타노스가 나타나 인구 과잉 우주의 생존을 보장하는 데 필요한 계획을 정당화한다. 네불라는 곧 도착하여 다른 사람들이 타노스를 제압하도록 돕지 만 타노스가 가모라를 죽였다고 추론한다. 분노한 퀼은 타노스를 공격하여 실수로 그룹의 장악을 깨고 그들을 제압하도록 허용한다. 타노스는 스타크에게 심각한 상처를 입히지 만 스트레인지는 스타크의 생명을 구하는 대가로 타임 스톤을 제공한다.
와칸다에서 로저스는 타노스의 군대가 침공하기 전에 버키 반스와 재회한다. 어벤저스는 티찰라 및 와칸다 군대와 함께 슈리가 비전에서 마인드 스톤을 추출하기 위해 노력하는 동안 방어를 시작한다. 타노스에게 패한 후 헐크를 소환할 수 없는 배너는 스타크의 헐크버스터 갑옷을 입고 싸운다. 토르, 로켓 및 그루트가 어벤저스를 지원하기 위해 도착한다. 그들은 함께 미드나이트, 옵시디언, 글레이브를 죽이고 타노스의 군대를 라우팅한다. 슈리는 타노스 자신이 필드에 도착하기 전에 추출을 완료할 수 없으며 로저스, 배너, 로즈, 티찰라, 반스 및 그루트에 의해 잠시 느려졌다. 비전은 마지못해 막시모프에게 자신과 마인드 스톤을 파괴하도록 설득하지만 타노스는 타임 스톤을 사용하여 그녀의 행동을 되돌리고 비전의 이마에서 스톤을 떼어내고 건틀릿을 완성한다. 토르는 스톰브레이커로 타노스에게 심각한 상처를 입혔지만 타노스는 순간 이동하기 전에 손가락을 튕겨 완성된 건틀렛을 활성화한다.
반스, 티찰라, 그루트, 막시모프, 윌슨, 맨티스, 드랙스, 퀼, 스트레인지, 파커, 마리아 힐, 닉 퓨리를 포함한 우주 전체 생명체의 절반이 분해된다. 스타크와 네불라는 타이탄에 좌초된 상태로 남아 있고 배너, 음바쿠, 오코예, 로즈, 로켓, 로저스, 로마노프, 토르는 와칸다 전장에 남아 있다. 한편 타노스는 외딴 행성에서 일출을 본다.

## 등장 슈트/복장
- 아이언맨 MK.50

아이언맨 슈트중 최초로 나노 테크놀로지를 사용한다. 그로 인해 여러 무기를 즉석 개발, 생성이 가능하다.
- 캡틴 아메리카

캡틴 아메리카: 시빌 워에 슈트에서 별 무늬를 제거했고, 헬멧이 없다. 좀 너덜너덜하고 더럽다. 시빌워때의 슈트보다 복부쪽이 더 어둡다.
- 아이언 스파이더맨

스파이더맨: 홈커밍의 결말부에서 토니 스타크가 어벤져스 영입을 추천하며 건넨 슈트이다. 이 슈트도 나노 테크놀로지를 사용하여 타노스에게 펀치를 맞고도 멀쩡하게 움직이는것을 볼 수 있다.이 슈트는 블랙오더의 우주선에서 닥터 스트레인지를 구하러 간 피터가 고도 급상승으로 산소부족으로 인해 구출하러 간 슈트이다.
- 닥터 스트레인지

팔 쪽에 끈이 변경되었다.
- 헐크(브루스 배너)

헐크가 전투에 참가하지 않자 와칸다 전투에서 헐크 버스터 2.0(아이언맨 Mk.48)을 입고 싸웠다.
- 웡

어딘가 미세하게 변경되었다.
- 블랙팬서

솔로무비와 동일하다.
- 토르

스톰 브레이커를 제작하기 전에는 토르: 라그나로크와 동일한 복장을 착용하고 있었다. 영화에는 나오지 않지만 컨셉 아트에서 스톰 브레이커를 제작하고 죽어가고 있는 토르와 공명하여 스톰브레이커를 집자 마자 번개가 쳐서 그때 복장이 변했다. 영화 중반부, 와칸다에 토르가 바이프로스트를 타고 나왔을땐 밝았는데 영화 중후반부엔 복장이 어두워진것을 볼 수 있다.
- 그루트

베이비 그루트에서 많이 자랐다.
- 로켓

복장이 약간 바뀜.
- 원터 솔져(버키 반즈)

옷이 푸른색으로 바뀌고, 시빌워때 아이언맨이 강철 팔을 날려버러  비브라늄 팔을 장착하고 총을 갖고  전투를 했다.
- 비전

같음.
- 완다 막시모프

시빌 워때랑 동일하다.
- 워머신 MK.4

네이팜이 추가됨. 전기 스틱, 음파가 사라졌지만 더 강력해졌다.
- 팔콘

시빌워 때랑 동일하다.
- 블랙 위도우

원래 입던 쫄쫄이 위에 군복을 생각나게 하는 배스 같은걸 입음. 전기스틱이 바뀜.
- 오코예

와칸다 정예군이고 왕실 호위부대이기 때문에 항상 동일하다.
- 슈리

같음.
- 드랙스

같음.
- 가모라

같음.
- 스타 로드

같음.
- 닉 퓨리

거의 같음. 안쪽 옷이 약간 변경됨.
- 마리아 힐

거의 동일하다. 옷이 약간 변경되었다.
- 타노스

처음에 아스가르드 피난선 까지는 풀갑옷을 입고 있었으나 테서렉트를 손에 넣은 뒤 갑옷을 벗었다. 쌍날검은 등장하지 않았다.

## 배역
- 로버트 다우니 주니어 - 토니 스타크 / 아이언맨 역

어벤져스의 기여자이자 지도자로 스스로를 억만장자, 바람둥이, 그리고 천재로 묘사했다. 그가 직접 만든 슈트(mk50)를 가지고 싸움에 나선다.
- 크리스 헴스워스 - 토르 역

어벤져스의 일원이자 아스가르드의 왕자로 북유럽 신화 토르에 기초한 인물이다. 조 루소는 토르의 이야기를 토르: 라그나로크 이후의 사건 중 선별했다고 언급했고, 그곳에서 "매우 심오하고 흥미로운 장소"를 발견했다고 말하며, 그 이후의 실질적인 감정적 동기를 주었다고 말했다.
- 마크 러팔로 - 브루스 배너 / 헐크 역

어벤져스의 일원으로 감마선으로 인해 화가 나거나 두려워하면 괴물로 변하는 천재 과학자.
- 크리스 에반스 - 스티브 로저스 / 캡틴 아메리카 역

어벤져스의 실질적 지도자이자 제2차 세계 대전의 참전 용사로 실험용 세럼으로 인해 인간의 육체성이 강화된 인물이다. 현대 세계에 깨어나기 전까지는 냉동 상태에 있었다. 루소 형제는 이 영화에서 크리스 에반스가 더 이상 캡틴 아메리카가 아님을 암시했고, 캡틴 아메리카: 시빌 워에서 "그가 방패를 내려놓는 순간 캡틴의 정체성을 떠나보냈다고 생각합니다."라고 말하며, "인간적인 선택을 하는 순간마다 캡틴아메리카의 정체성은 분명 혼란을 줄 것입니다."라고 덧붙였다. 조 루소는 "캡틴 아메리카 스스로에 대한 책임은 이제 다른 책임과 충돌할 것이며 이를 해결하기 위해 노력할 것입니다. 그가 앞으로 나아가는 길은 스티브 로저스가 방패 없이는 누구인지 알아내는 것도 포함되어 있죠."라고 언급했다.
- 스칼렛 요한슨 - 나타샤 로마노바 / 블랙 위도우 역

어벤저스의 일원으로 냉전시대에 활동하던 스파이이다.
- 베네딕트 컴버배치 - 스티븐 스트레인지 / 닥터 스트레인지 역

신경외과 의사로 자동차 사고 이후 치료를 위해 여행을 떠나고 숨겨진 마법 세계와 다른 차원을 깨달은 자로 수수께끼 같은 마법의 장인이 된다. 아론 라자르가 컴버배치의 대역으로 등장했다. 그 이후 컴버배치는 자신의 등장 장면을 다시 찍었다.
- 돈 치들 - 워 머신 / 제임스 로즈 역

아이언맨의 친구이자 조력자이다. 워 머신 슈트를 입고 와칸다에서 방어막을 지킨다.
- 톰 홀랜드 - 피터 파커 / 스파이더맨 역

유전적으로 변형된 거미에 물린 10대 영웅이다. 타이탄에서 토니 스타크, 가디언즈 오브 갤럭시와 타노스를 저지하려 한다.
- 채드윅 보즈먼 - 트찰라 / 블랙 팬서 역

와칸다의 왕으로 어벤저스와 와칸다 방어전에 참여하게 된다.
- 폴 베타니 - 비전 역

로봇이자 어벤져스의 일원으로 자비스라는 인공지능과 인피니티 스톤 중 하나인 마인드 스톤으로 만들어졌다.
- 엘리자베스 올슨 - 완다 막시모프 / 스칼렛 위치 역

옛 어벤져스의 일원이자 시빌 워에서 캡틴 아메리카의 편을 들었던 인물로 최면과 염력으로 싸우며 마법을 쓸 수 있다.
- 앤서니 매키 - 샘 윌슨 / 팔콘 역

캡틴 아메리카의 절친. 비행슈트를 입고 자유자재로 날아다닐 수 있다.
- 세바스찬 스탠 - 버키 반즈 / 윈터 솔저 역

뛰어난 암살자이자 캡틴 아메리카의 가장 친한 친구로 2차 세계 대전 중 사망했다고 여겨졌으나 세뇌로 기억을 잃은 채 다시 등장했다.
- 톰 히들스턴 - 로키 역

토르의 이복동생으로 북유럽 신인 로키에 기초한 인물이다.
- 이드리스 엘바 - 헤임달 역
- 피터 딘클리지 - 에이트리 역

중성자별인 니다벨리르에서 아스가르드의 신들의 무기를 만드는 인물.
- 베네딕트 웡 - 웡 역

수수께끼 같은 마법의 달인 중 한명으로 가치 있는 서적과 주문을 보관하는 인물이다.
- 폼 클레멘티에프 - 맨티스 역

가디언즈 오브 더 갤럭시의 일원.
- 카렌 길런 - 네뷸러 역

타노스의 양녀로 가모라와 자매처럼 지낸 인물로 가디언즈 오브 더 갤럭시의 일원이다.
- 데이브 바티스타 - 드랙스 역

가디언즈 오브 더 갤럭시의 일원이자 뛰어난 전사로 타노스가 그의 가족을 죽인 이후 복수를 꿈꾸고 있다. 일명 '파괴자'.
- 조 샐다나 - 가모라 역

과거를 청산하고 싶어하는 외계 세계의 고아로 가오갤의 일원이다. 타노스가 양녀로 삼아 개인 암살자로 훈련시켰다.
- 빈 디젤 - 그루트 역

나무 같이 생긴 생명체로 가디언즈 오브 더 갤럭시의 일원이다.
- 브래들리 쿠퍼 - 로켓 역

가디언즈 오브 더 갤럭시의 일원으로 너구리를 생체개조한 뛰어난 사냥꾼이자 상인으로 전략과 무기의 달인이다. 숀 건이 다시 한번 더 대역을 맡았다.
- 기네스 팰트로 - 페퍼 포츠 역

토니 스타크의 약혼녀로 스타크 그룹의 CEO이다.
- 베니치오 델 토로 - 타넬리어 티반 / 콜렉터 역

우주에 있는 모든 것을 모으고자 하는 집착광이다.
- 조시 브롤린 - 타노스 역

인피니티 스톤을 모으고자 하는 강력한 생명체. 공동 집필가인 스테픈 맥플리는 타노스가 인피니티 스톤을 모아 그가 보는 대로 우주를 재정비하기를 희망한다고 언급했다. 브롤린은 인물의 목소리뿐 아니라 모션 캡처도 제공하였다. 타노스를 묘사하기 위해 선택된 브롤린은 마블 스튜디오의 공동 회장인 루이스 드에스포시토가 자기를 불러 이에 대해 이야기했다고 말하며 타노스에 대해 이야기할 수 있어서 매우 좋았다고 말했다. 브롤린은 인물의 인간성에 대해 탐험하기를 희망했다. 그는 "내가 발견하지 못한 그의 일부는 곧 발견될 것이다."라고 말했다. 케빈 파이기는 인피니티 워에서 인물의 역할에 대해 이야기하며 "다양한 인물을 포함한 영화에서 당신은 그가 주인공이라 할 지도 모르며, 그것이 우리가 다뤘던 다른 악당처럼 시작이라 할 수 있겠지만 이 영화에서 이는 적절하다고 봅니다."라고 말했다.
- 크리스 프랫 - 피터 퀼 / 스타로드 역

반은 인간이고 반은 외계인인 가디언즈 오브 더 갤럭시의 지도자로 어릴 적 지구에서 버려진 이후 우주 욘두가 기른 인물이다.
- 다나이 구리라 - 오코예 역

와칸다의 도라 밀리제의 리더이다.
- 러티샤 라이트 - 슈리 역

와칸다의 천재 과학자이자 티찰라의 동생이다
- 새뮤얼 L. 잭슨 - 닉 퓨리 역(쿠키 영상)
- 코비 스멀더스 - 마리아 힐 역(쿠키 영상)

## 한국판 성우진
- 홍시호 - 토니 스타크 / 아이언맨(로버트 다우니 주니어)
- 안장혁 - 토르(크리스 헴스워스)
- 사성웅 - 브루스 배너 / 헐크(마크 러펄로)
- 임채헌 - 스티브 로저스 / 캡틴 아메리카(크리스 에반스)
- 소연 - 나타샤 로마노프 / 블랙 위도우(스칼렛 요한슨)
- 김승태 - 제임스 로드 / 워 머신(돈 치들)
- 최한 - 닥터 스트레인지(베네딕트 컴버배치)
- 심규혁 - 피터 파커 / 스파이더맨(톰 홀랜드)
- 이호산 - 티찰라 / 블랙팬서(채드윅 보즈먼)
- 전숙경 - 가모라(조 샐다나)
- 이재현 - 네뷸라(카렌 길런)
- 엄상현 - 로키(톰 히들스턴)
- 문남숙 - 완다 막시모프 / 스칼렛 위치(엘리자베스 올슨)
- 박영재 - 샘 윌슨 / 팔콘(앤서니 매키)
- 정성훈 - 버키 반즈 / 원터 솔져(세바스티안 스탄)
- 시영준 - 헤임달(이드리스 엘바)
- 윤성혜 - 오코예(다나이 구리라)
- 김현수 - 에이트리(피터 딘클리지)
- 손종환 - 웡(베네딕트 웡)
- 김서영 - 맨티스(폼 클레멘티에프)
- 최석필 - 드랙스(데이브 바티스타)
- 이현 - 그루트(빈 디젤)
- 남도형 - 로켓(브래들리 쿠퍼)
- 한경화 - 페퍼 포츠(기네스 팰트로)
- 하성용 - 컬렉터(베니시오 델 토로)
- 유해무 - 타노스(조시 브롤린)
- 신용우 - 피터 퀼/스타로드(크리스 프랫)
- 박리나 - 슈리(레티티아 라이트)
- 박상훈 - 에보니 모(톰 본롤러)
- 김하영 - 프라이데이(케리 콘던)
- 김혜성 - 콜버스(마이클 쇼)
- 박성태 - 네드(제이콥 배덜런)
- 심승한 - 레드 스컬(로스 마퀀드)
- 김인 - 음바쿠(윈스턴 듀크)
- 김채하 - 프록시마(캐리 쿤)
- 유호한 - 비젼(폴 베타니)
- 김기현 - 닉 퓨리(새뮤얼 L. 잭슨)
- 유동균 - 스탠 리(본인)
- 정승욱 - 로스(윌리엄 허트)

## 제공
- 수입/배급 : 월트디즈니컴퍼니코리아 유한책임회사
- 제작 : 마블 스튜디오